# Oak Grove (Oregon)
Oak Grove és una concentració de població designada pel cens dels Estats Units a l'estat d'Oregon. Segons el cens del 2000 tenia 12.808 habitants.

## Demografia
Segons el cens del 2000, Oak Grove tenia 12.808 habitants, 5.641 habitatges, i 3.249 famílies. La densitat de població era de 1.693,6 habitants per km².
Dels 5.641 habitatges en un 24,7% hi vivien nens de menys de 18 anys, en un 43,9% hi vivien parelles casades, en un 9,9% dones solteres, i en un 42,4% no eren unitats familiars. En el 35,2% dels habitatges hi vivien persones soles el 18,8% de les quals corresponia a persones de 65 anys o més que vivien soles. El nombre mitjà de persones vivint en cada habitatge era de 2,24 i el nombre mitjà de persones que vivien en cada família era de 2,89.
Per edats la població es repartia de la següent manera: un 21,5% tenia menys de 18 anys, un 7,5% entre 18 i 24, un 27,5% entre 25 i 44, un 23,3% de 45 a 60 i un 20,2% 65 anys o més.
L'edat mediana era de 40 anys. Per cada 100 dones de 18 o més anys hi havia 85,8 homes.
La renda mediana per habitatge era de 40.530 $ i la renda mediana per família de 49.141 $. Els homes tenien una renda mediana de 36.867 $ mentre que les dones 29.877 $. La renda per capita de la població era de 22.643 $. Aproximadament el 6,6% de les famílies i el 8,8% de la població estaven per davall del llindar de pobresa.

## Poblacions properes
El següent diagrama mostra les poblacions més properes.